# Tetraedrite
Il nome tetraedrite è usato per un'intera famiglia di minerali, detti anche rami grigi, che comprende la tennantite, la freibergite (con piccole quantità di argento), la schwatzite (con piccole quantità di mercurio), l'annivite (con piccole quantità di bismuto), la frigidite (con ferro), e la sandbergerite (con zinco).

## Abito cristallino
Massivo, granulare.

## Origine e giacitura
Genesi idrotermale a temperatura medio-bassa associata a minerali di rame, piombo, zinco ed argento.

## Caratteristiche chimiche
La tetraedrite è solubile in acqua regia.

## Forma in cui si presenta in natura
In masse grigie, in cristalli tetraedrici.

## Miniere e luoghi di ritrovamento
Splendidi cristalli si possono trovare a Botes e Kapnik (Romania), a Boliden (Svezia), Pribram (Repubblica Ceca), Tsumeb (Namibia) e Butte (Montana, USA); per le varietà argentifere Schwaz (Austria). Altre importanti luoghi di ritrovamento sono: Bolivia, Perù, Cornovaglia, Nevada, Nuovo Messico, Arizona e California. In Italia è rara e segnalata nelle miniere del Sarrabus (Sardegna), in Toscana, nelle miniere di Brosso (Piemonte) e in alcune miniere del Trentino-Alto Adige.